# Actias rubromarginata
Actias rubromarginata är en fjärilsart som beskrevs av Davis 1912. Actias rubromarginata ingår i släktet månspinnare, och familjen påfågelspinnare. Inga underarter finns listade i Catalogue of Life.